# Charles Bénard (navigateur)
Ne doit pas être confondu avec Charles Bénard.
Pour les articles homonymes, voir Bénard.
Charles Marie Eugène Pierre Bénard, né le 14 février 1867 à Redon et mort le 16 novembre 1931 à Penmarc'h, en Bretagne, est un navigateur et explorateur français.

## Biographie
Fils d'Eugène Adrien Bénard, ingénieur des ponts et chaussées, inspecteur général de la compagnie des chemins de fer d'Orléans, et de Marie Perrine Louise Grouhel, il entre dans la Marine nationale et sort de l’École navale en 1886 avec le grade d'enseigne de vaisseau et voyage sur les côtes de Terre-Neuve. Il quitte le service en 1891 et s'installe à Bordeaux où il entre au conseil d'administration de plusieurs compagnies maritimes.
En 1899, il fonde la Société d'océanographie de France et se lie avec Albert Ier de Monaco. Réunissant des capitaux privés, il organise en 1908 une expédition dans l'Arctique pour y étudier les systèmes de pêche de Norvège et de Laponie, faire des relevés océanographiques en mer de Barents et mener des recherches en Nouvelle-Zemble.
Il part ainsi de Dunkerque le 12 avril 1908 sur le Jacques Cartier, visite dès mai Torghatten, les Lofoten, le Vestfjord, le Sørøysundet et Hammerfest et double le cap Nord en juin. En mer de Barents, il analyse la température de l'eau et la salinité, les profondeurs, les courants, la nature des fonds etc. et franchit le Kostin Shar le 7 juillet avant de mouiller dans la Baie de Belushya en Nouvelle-Zemble.
En juillet et août, de nombreux relevés sont effectués et de grands raids sont menés à travers l'ensemble de la Nouvelle-Zemble, permettant ainsi de préciser le tracé des côtes, d'établir les données géographiques de la presqu'île et de la baie de Rogatcheff, du fjord du Prince de Monaco et du détroit de Matotchkine qui sépare la Nouvelle-Zemble en île Nord et île Sud. Sont aussi explorées des chaînes de montagnes comme la chaîne Nicolas II ou celle de Falsie et la vallée France-et-Russie est découverte.
Pour le Muséum d'histoire naturelle sont de même constituées des collections de plantes, d'animaux et d'échantillons géologiques et de nombreuses photographies de Samoyèdes sont prises. L'expédition prend fin en septembre et regagne la France avec de nombreuses données concernant la pêche.
En juillet 1914, Charles Bénard entreprend un nouveau voyage à Arkhangelsk. Seul et à pied, il traverse toute la Terre de Lütke et, en septembre, avec un guide samoyède, parcourt à traineau la côte occidentale de la Nouvelle-Zemble dite Terre des Oies.
À son retour, il reprend du service et participe à la Première Guerre mondiale ; il fut décoré de la Croix de guerre et fait chevalier de la Légion d'honneur le 1er janvier 1918.
En 1919, à la mort de l'archéologue Louis Le Pontois, il ajoute le nom de celui qui l'a initié à l'archéologie et qui était un de ses cousins éloignés, se faisant donc appeler désormais Charles Bénard-Le Pontois.
Passionné d'archéologie, il fouille la Pointe de la Torche avec Théodore Monod et l'abbé Favret en été 1920 et découvre la nécropole de Saint-Urnel en Plomeur avant de fonder en 1923 le Musée de la Préhistoire finistérienne. Avec sa femme Gabrielle Philipsson il avait acheté en 1921 la villa An Ti Didrous à Pors Carn  à proximité du musée
Au retour d'une expédition dans le Sahara en compagnie de Théodore Monod, ruiné et abandonné par son épouse, il se suicide par asphyxie, entrainant dans la mort ses deux enfants de 12 et 13 ans, le 16 novembre 1931 à Penmarc'h dans sa villa de Porz Carn.

## Distinctions
- Chevalier de la Légion d'honneur (1er janvier 1918)
- Croix de guerre 1914–1918

## Publications
- Le Venezuela, études physiques, politiques, commerciales, minières et agricoles, 1897.
- Charles Bénard, Histoire des Expositions de Bordeaux, Bordeaux, Société Philomathique de Bordeaux, 1899, 508 p. (lire en ligne).
- La Conquête du Pôle, 1904.
- Dans l'océan Glacial et la Nouvelle-Zemble (avril-septembre 1908), 1909.
- Charles Bénard, Mission Arctique : Stations scientifiques, Cartographie - Météorologie, t. 6, Bordeaux, Société d'Océanographie du Golfe de Gascogne, 1911, 62 p. (lire en ligne).
- Charles Bénard Le Pontois, abbé Favret, Georges Alexandre Lucien Boisselier, Importance archéologique de la presqu'île de la Torche, Penmarc'h, Finistère, Quimper, Jaouen, 1919.
- Un été chez les Samoyèdes, 1921.
- Bénard Le Pontois, Le Finistère préhistorique, Paris, Édition Nourry, 1929, 337 p.